# 白猪山
白猪山（しらいざん）は、三重県松阪市にある山である。標高は819.4m。

## 概要
堀坂山、局ヶ岳とともに「伊勢三山」（伊勢の三つ星）と呼ばれる。山の南斜面は、風呂屋川、矢下川、谷川が流れ下り、伊勢湾に注ぐ櫛田川に合流する。北斜面は、阪内川の源流部になる。